# Copa do Nordeste 2015
La Copa do Nordeste del año 2015 fue la decimosegunda (12.º) edición del torneo que reúne equipos de la región nordeste del país. Al igual que la Copa Verde, es un torneo organizado por la Confederación Brasileña de Fútbol y da un cupo a la Copa Sudamericana 2015.
Para esta edición, y por primera vez, se le dieron dos cupos a equipos de los estados Maranhão y Piauí, los cuales clasificaron a partir de los campeonatos estatales, respectivamente.

## Sistema de juego
Los 20 equipos se dividen en 5 grupos de 4 equipos cada uno. Los equipos juegan partidos de ida y vuelta entre ellos, llegando a seis partidos como máximo en esta primera fase.
Los primeros mejores equipos de cada grupo clasificarán directamente a cuartos de final mientras que los tres mejores segundo también clasificarán a la segunda fase.
Luego, se ubican dos equipos y se juegan partidos de ida y vuelta para llegar a la semifinal. Los dos equipos ganadores de las semifinales clasificarán a la final para definir al campeón del torneo.

## Equipos participantes
La distribución de los cupos es:
- Bahía: 3 cupos.
- Pernambuco: 3 cupos.
- Alagoas: 2 cupos.
- Ceará: 2 cupos.
- Maranhão: 2 cupos.
- Paraíba: 2 cupos.
- Piauí: 2 cupos.
- Río Grande del Norte: 2 cupos.
- Sergipe: 2 cupos.

De esta manera, los equipos clasificados son:
| País                         | Equipo                         | Vía de clasificación |
| ---------------------------- | ------------------------------ | --- |
| Alagoas 2 cupos              | Coruripe CRB                   | Campeón del Campeonato Alagoano 2014 Subcampeón del Campeonato Alagoano 2014                                                     |
| Bahía 3 cupos                | Bahía Vitória Serrano          | Campeón del Campeonato Baiano 2014 Subcampeón del Campeonato Baiano 2014 Campeón de la primera fase del Campeonato Baiano 2014   |
| Ceará 2 cupos                | Ceará Fortaleza                | Campeón del Campeonato Cearense 2014 Subcampeón del Campeonato Cearense 2014                                                     |
| Maranhão 2 cupos             | Sampaio Corrêa Moto Club       | Campeón del Campeonato Maranhense 2014 Subcampeón del Campeonato Maranhense 2014                                                 |
| Paraíba 2 cupos              | Campinense Botafogo - PB       | Campeón del Campeonato Paraibano 2014 Subcampeón del Campeonato Paraibano 2014                                                   |
| Pernambuco 3 cupos           | Sport Recife Náutico Salgueiro | Campeón del Campeonato Pernambucano 2014 Subcampeón del Campeonato Pernambucano 2014 3.º puesto del Campeonato Pernambucano 2014 |
| Piauí 2 cupos                | Ríver Piauí                    | Campeón del Campeonato Piauiense 2014 Semifinalista del Campeonato Piauiense 2014                                                |
| Río Grande del Norte 2 cupos | América de Natal Globo         | Campeón del Campeonato Potiguar 2014 Subcampeón del Campeonato Potiguar 2014                                                     |
| Sergipe 2 cupos              | Confiança Socorrense           | Campeón del Campeonato Sergipano 2014 Subcampeón del Campeonato Sergipano 2014                                                   |

## Fase de grupos

### Grupo A
| Pos. | Equipos          | PJ | PG | PE | PP | GF | GC | Dif. | Pts. |
| ---- | ---------------- | -- | -- | -- | -- | -- | -- | ---- | ---- |
| 1.   | Vitória          | 6  | 5  | 1  | 0  | 12 | 5  | 7    | 15   |
| 2.   | América de Natal | 6  | 3  | 1  | 2  | 12 | 9  | 3    | 10   |
| 3.   | Confiança        | 6  | 1  | 2  | 3  | 3  | 8  | -5   | 5    |
| 4.   | Serrano          | 6  | 1  | 1  | 4  | 9  | 14 | -5   | 4    |

| Primera | Confiança        | 1 - 0 | Vitória          | Batistão                  | 4 de febrero  | 22:20 |
| Primera | Serrano          | 1 - 5 | América de Natal | Lomantão                  | 5 de febrero  | 20:00 |
| Segunda | América de Natal | 1 - 0 | Confiança        | Arena das Dunas           | 11 de febrero | 17:30 |
| Segunda | Vitória          | 3 - 1 | Serrano          | Barradão                  | 11 de febrero | 20:00 |
| Tercera | Vitória          | 2 - 1 | América de Natal | Barradão                  | 18 de febrero | 20:00 |
| Tercera | Confiança        | 1 - 1 | Serrano          | Batistão                  | 18 de febrero | 21:30 |
| Cuarta  | América de Natal | 1 - 3 | Vitória          | Arena das Dunas           | 4 de marzo    | 22:00 |
| Cuarta  | Serrano          | 3 - 0 | Confiança        | Municipal de Porto Seguro | 5 de marzo    | 20:30 |
| Quinta  | Serrano          | 1 - 2 | Vitória          | Municipal de Porto Seguro | 11 de marzo   | 19:15 |
| Quinta  | Confiança        | 1 - 1 | América de Natal | Batistão                  | 11 de marzo   | 22:00 |
| Sexta   | Vitória          | 2 - 0 | Confiança        | Barradão                  | 18 de febrero | 22:00 |
| Sexta   | América de Natal | 3 - 2 | Serrano          | Arena das Dunas           | 18 de febrero | 22:00 |

### Grupo B
| Pos. | Equipos        | PJ | PG | PE | PP | GF | GC | Dif. | Pts. |
| ---- | -------------- | -- | -- | -- | -- | -- | -- | ---- | ---- |
| 1.   | Sport Recife   | 6  | 3  | 1  | 2  | 11 | 6  | 5    | 10   |
| 2.   | Coruripe       | 6  | 1  | 4  | 1  | 6  | 7  | -1   | 7    |
| 3.   | Sampaio Corrêa | 6  | 3  | 2  | 1  | 13 | 11 | 2    | 5    |
| 4.   | Socorrense     | 6  | 0  | 3  | 3  | 6  | 12 | -6   | 3    |

| Primera | Coruripe       | 1 - 1 | Socorrense     | Gerson Amaral       | 4 de febrero  | 21:30 |
| Primera | Sampaio Corrêa | 3 - 2 | Sport Recife   | Castelão (São Luis) | 4 de febrero  | 22:20 |
| Segunda | Sport Recife   | 0 - 0 | Coruripe       | Ilha do Retiro      | 11 de febrero | 20:00 |
| Segunda | Socorrense     | 2 - 2 | Sampaio Corrêa | Presidente Médici   | 12 de febrero | 22:45 |
| Tercera | Sport Recife   | 3 - 1 | Socorrense     | Ilha do Retiro      | 19 de febrero | 20:15 |
| Tercera | Sampaio Corrêa | 0 - 0 | Coruripe       | Castelão (São Luis) | 20 de febrero | 21:30 |
| Cuarta  | Coruripe       | 3 - 5 | Sampaio Corrêa | Gerson Amaral       | 4 de marzo    | 19:15 |
| Cuarta  | Socorrense     | 0 - 3 | Sport Recife   | Batistão            | 4 de marzo    | 22:00 |
| Quinta  | Sampaio Corrêa | 2 - 1 | Socorrense     | Castelão (São Luis) | 10 de marzo   | 21:45 |
| Quinta  | Coruripe       | 1 - 0 | Sport Recife   | Gerson Amaral       | 11 de marzo   | 22:00 |
| Sexta   | Socorrense     | 1 - 1 | Coruripe       | Batistão            | 18 de marzo   | 22:00 |
| Sexta   | Sport Recife   | 3 - 1 | Sampaio Corrêa | Ilha do Retiro      | 18 de marzo   | 22:00 |

### Grupo C
| Pos. | Equipos   | PJ | PG | PE | PP | GF | GC | Dif. | Pts. |
| ---- | --------- | -- | -- | -- | -- | -- | -- | ---- | ---- |
| 1.   | Salgueiro | 6  | 2  | 4  | 0  | 9  | 4  | 5    | 10   |
| 2.   | Náutico   | 6  | 2  | 2  | 2  | 10 | 11 | -1   | 8    |
| 3.   | Moto Club | 6  | 1  | 2  | 3  | 5  | 7  | -2   | 6    |
| 4.   | Piauí     | 6  | 0  | 5  | 1  | 4  | 6  | -2   | 5    |

| Primera | Náutico   | 2 - 2 | Salgueiro | Arena Pernambuco    | 5 de febrero  | 20:45 |
| Primera | Piauí     | 0 - 0 | Moto Club | Albertão            | 5 de febrero  | 23:00 |
| Segunda | Salgueiro | 0 - 0 | Piauí     | Salgueirão          | 10 de febrero | 20:00 |
| Segunda | Moto Club | 3 - 1 | Náutico   | Castelão (São Luis) | 14 de febrero | 17:20 |
| Tercera | Salgueiro | 3 - 0 | Moto Club | Salgueirão          | 18 de febrero | 20:00 |
| Tercera | Piauí     | 0 - 2 | Náutico   | Albertão            | 19 de febrero | 22:45 |
| Cuarta  | Moto Club | 1 - 1 | Salgueiro | Castelão (São Luis) | 5 de marzo    | 19:00 |
| Cuarta  | Náutico   | 3 - 3 | Piauí     | Arena Pernambuco    | 5 de marzo    | 22:00 |
| Quinta  | Piauí     | 0 - 0 | Salgueiro | Albertão            | 11 de marzo   | 20:30 |
| Quinta  | Náutico   | 1 - 0 | Moto Club | Arena Pernambuco    | 12 de marzo   | 19:00 |
| Sexta   | Moto Club | 1 - 1 | Piauí     | Castelão (São Luis) | 18 de marzo   | 22:00 |
| Sexta   | Salgueiro | 3 - 1 | Náutico   | Salgueirão          | 18 de marzo   | 22:00 |

### Grupo D
| Pos. | Equipos       | PJ | PG | PE | PP | GF | GC | Dif. | Pts. |
| ---- | ------------- | -- | -- | -- | -- | -- | -- | ---- | ---- |
| 1.   | Ceará         | 6  | 3  | 3  | 0  | 7  | 4  | 3    | 12   |
| 2.   | Fortaleza     | 6  | 3  | 2  | 1  | 9  | 6  | 3    | 11   |
| 3.   | Ríver         | 6  | 2  | 2  | 2  | 6  | 7  | -1   | 8    |
| 4.   | Botafogo - PB | 6  | 0  | 1  | 5  | 3  | 8  | -5   | 1    |

| Primera | Botafogo - PB | 1 - 2 | Ríver         | Alemidão             | 3 de febrero  | 22:45 |
| Primera | Ceará         | 1 - 1 | Fortaleza     | Castelão (Fortaleza) | 4 de febrero  | 22:20 |
| Segunda | Fortaleza     | 2 - 1 | Botafogo - PB | Presidente Vargas    | 10 de febrero | 22:45 |
| Segunda | Ríver         | 1 - 1 | Ceará         | Albertão             | 11 de febrero | 22:20 |
| Tercera | Ríver         | 2 - 2 | Fortaleza     | Albertão             | 18 de febrero | 22:20 |
| Tercera | Ceará         | 1 - 0 | Botafogo - PB | Presidente Vargas    | 19 de febrero | 20:00 |
| Cuarta  | Fortaleza     | 2 - 0 | Ríver         | Castelão (Fortaleza) | 3 de marzo    | 20:00 |
| Cuarta  | Botafogo - PB | 1 - 1 | Ceará         | Almeidão             | 4 de marzo    | 22:00 |
| Quinta  | Ceará         | 1 - 0 | Ríver         | Presidente Vargas    | 10 de marzo   | 20:15 |
| Quinta  | Botafogo - PB | 0 - 1 | Fortaleza     | Almeidão             | 11 de marzo   | 22:00 |
| Sexta   | Ríver         | 1 - 0 | Botafogo - PB | Albertão             | 18 de marzo   | 22:00 |
| Sexta   | Fortaleza     | 1 - 2 | Ceará         | Castelão (Fortaleza) | 18 de marzo   | 22:00 |

### Grupo E
| Pos. | Equipos    | PJ | PG | PE | PP | GF | GC | Dif. | Pts. |
| ---- | ---------- | -- | -- | -- | -- | -- | -- | ---- | ---- |
| 1.   | Bahía      | 6  | 3  | 3  | 0  | 9  | 6  | +3   | 12   |
| 2.   | Campinense | 6  | 2  | 2  | 2  | 5  | 5  | 0    | 8    |
| 3.   | Globo      | 6  | 1  | 3  | 2  | 7  | 8  | -1   | 6    |
| 4.   | CRB        | 6  | 1  | 2  | 3  | 2  | 4  | -2   | 5    |

| Primera | Bahía      | 1 - 0 | Campinense | Arena Fonte Nova | 4 de febrero  | 20:00 |
| Primera | Globo      | 0 - 0 | CRB        | Barretão         | 5 de febrero  | 22:45 |
| Segunda | CRB        | 3 - 3 | Bahía      | Rei Pelé         | 11 de febrero | 22:20 |
| Segunda | Campinense | 0 - 0 | Globo      | Amigão           | 12 de febrero | 22:45 |
| Tercera | Globo      | 1 - 2 | Bahía      | Barretão         | 18 de febrero | 22:20 |
| Tercera | CRB        | 1 - 0 | Campinense | Rei Pelé         | 19 de febrero | 22:45 |
| Cuarta  | Bahía      | 1 - 0 | Globo      | Arena Fonte Nova | 5 de marzo    | 19:40 |
| Cuarta  | Campinense | 3 - 2 | CRB        | Amigão           | 5 de marzo    | 22:00 |
| Quinta  | Globo      | 0 - 1 | Campinense | Barretão         | 12 de marzo   | 21:45 |
| Quinta  | Bahía      | 1 - 1 | CRB        | Arena Fonte Nova | 12 de marzo   | 21:45 |
| Sexta   | Campinense | 1 - 1 | Bahía      | Amigão           | 18 de marzo   | 22:00 |
| Sexta   | CRB        | 0 - 1 | Globo      | Rei Pelé         | 18 de marzo   | 22:00 |

### Tabla de mejores segundos
| Grupo | Equipos          | PJ | PG | PE | PP | GF | GC | Dif. | Pts. |
| ----- | ---------------- | -- | -- | -- | -- | -- | -- | ---- | ---- |
| D     | Fortaleza        | 6  | 3  | 2  | 1  | 9  | 6  | 3    | 11   |
| A     | América de Natal | 6  | 3  | 1  | 2  | 12 | 9  | 3    | 10   |
| E     | Campinense       | 6  | 2  | 2  | 2  | 5  | 5  | 0    | 8    |
| C     | Náutico          | 6  | 2  | 2  | 2  | 10 | 11 | -1   | 8    |
| B     | Coruripe         | 6  | 1  | 4  | 1  | 6  | 7  | -1   | 7    |

## Fase final
En esta fase, los 8 clasificados de la fase de grupos se enfrentan entre ellos en partidos de ida y vuelta para definir el clasificado a la siguiente fase. Se juegan cuartos de final, semifinales y final.
|  | Cuartos de final  | Cuartos de final  | Cuartos de final  |   |              | Semifinales      | Semifinales      | Semifinales      |  |  | Final            | Final            | Final            |
|  | 25 al 29 de marzo | 25 al 29 de marzo | 25 al 29 de marzo |   |              | 8 al 12 de abril | 8 al 12 de abril | 8 al 12 de abril |  |  | 22 y 29 de abril | 22 y 29 de abril | 22 y 29 de abril |
|  |                   |                   |                   |   |              |                  |                  |                  |  |  |                  |                  |                  |
|  | Fortaleza         | 1                 | 0 (2)             |   |              |                  |                  |                  |  |  |                  |                  |                  |
|  | Sport Recife (p.) | 0                 | 1 (4)             |   |              |                  |                  |                  |  |  |                  |                  |                  |
|  | Sport Recife (p.) | 0                 | 1 (4)             |   | Sport Recife | 0                | 1                |                  |  |  |                  |                  |                  |
|  |                   |                   |                   |   | Sport Recife | 0                | 1                |                  |  |  |                  |                  |                  |
|  |                   | Bahía             | 0                 | 3 |              |                  |                  |                  |  |  |                  |                  |                  |
|  | Campinense        | Bahía             | 0                 | 3 | 0            | 0                |                  |                  |  |  |                  |                  |                  |
|  | Campinense        |                   |                   |   | 0            | 0                |                  |                  |  |  |                  |                  |                  |
|  | Bahía             | 0                 | 2                 |   |              |                  |                  |                  |  |  |                  |                  |                  |
|  |                   |                   |                   |   |              |                  |                  |                  |  |  | Bahía            | 0                | 1                |
|  |                   |                   | Ceará             | 1 | 2            |                  |                  |                  |  |  |                  |                  |                  |
|  | Salgueiro         | 0                 | 1                 |   |              |                  |                  |                  |  |  |                  |                  |                  |
|  | Ceará             | 2                 | 2                 |   |              |                  |                  |                  |  |  |                  |                  |                  |
|  | Ceará             | 2                 | 2                 |   | Ceará (v.)   | 0                | 2                |                  |  |  |                  |                  |                  |
|  |                   |                   |                   |   | Ceará (v.)   | 0                | 2                |                  |  |  |                  |                  |                  |
|  |                   | Vitória           | 0                 | 2 |              |                  |                  |                  |  |  |                  |                  |                  |
|  | América de Natal  | Vitória           | 0                 | 2 | 0            | 2                |                  |                  |  |  |                  |                  |                  |
|  | América de Natal  |                   |                   |   | 0            | 2                |                  |                  |  |  |                  |                  |                  |
|  | Vitória           | 1                 | 4                 |   |              |                  |                  |                  |  |  |                  |                  |                  |

| Bandera del estado de Ceará |
| Campeón                     |
| Ceará 1.er título           |